# Prothema plagiferum
Prothema plagiferum es una especie de escarabajo longicornio del género Prothema, tribu Prothemini, subfamilia Cerambycinae. Fue descrita científicamente por Aurivillius en 1925.

## Descripción
Mide 7-10 milímetros de longitud.

## Distribución
Se distribuye por Brunéi y la isla de Borneo.